# The Deep House
Pour plus de détails, voir Fiche technique et Distribution.
The Deep House (littéralement « La maison profonde ») est un film d'horreur français écrit et réalisé par Alexandre Bustillo et Julien Maury, sorti en 2021.

## Synopsis
Un jeune couple d'anglo-saxons, Tina (Camille Rowe) et Ben (James Jagger), prépare un documentaire sur l'exploration urbaine pour leur chaine sur YouTube. Ils voyagent dans le sud de la France, et apprennent l'existence d'une maison abandonnée qui git au fond d'un lac dans une zone retirée.
Sur les indications d'un certain Pierre (Éric Savin) qui connait bien la région, ils plongent dans la partie la plus isolée du lac, loin de toute habitation et des axes de grande circulation. Équipés d'un drone sous-marin, le couple d'urbexeurs découvrent la maison dont l'intérieur est très bien conservé et dans laquelle, au fur et à mesure qu'ils avancent dans les différentes pièces avec leur équipement de plongée, ils finissent par détecter une présence hostile qui aurait survécu dans ce lieu pourtant submergé depuis de nombreuses années. Perdant du temps au cours de leurs visites de plus en plus cauchemardesque, ils s'aperçoivent qu'ils sont tous les deux piégés et qu'il va être de plus en plus difficile de remonter à la surface,.

## Fiche technique
Sauf indication contraire, les informations mentionnées dans cette section peuvent être confirmées par la base de données cinématographiques IMDb,  présente dans la section « Liens externes ».
- Titre original : The Deep House
- Réalisation et scénario : Alexandre Bustillo et Julien Maury (traduction en anglais : Julien David et Rachel Parker)
- Musique : Raphaël Gesqua
- Décors : Hubert Pouille
- Costumes : Alice Eyssartier
- Photographie : Jacques Ballard
- Son : Elsa Ruhlmann
- Montage : Baxter
- Production : Clément Miserez et Matthieu Warter
- Coproduction : Cloé Garbay et Jean-Charles Levy
- Production déléguée : David Giordano
- Sociétés de production : Radar Films ; Apollo Films, Forecast Pictures et Logical Pictures (coproductions)
- Société de distribution : Apollo Films
- Budget : 4,854 millions d'euros[3]
- Pays de production :  France
- Langue originale : anglais, français
- Format : couleur
- Genres : horreur, thriller
- Durée : 81 minutes
- Dates de sortie :
  - France : 18 juin 2021 (avant première mondiale à Cannes) ; 30 juin 2021 (sortie nationale)

## Distribution
- James Jagger (VF : Valentin Merlet) : Ben
- Camille Rowe (VF : elle-même) : Tina
- Éric Savin (VF : lui-même) : Pierre Montégnac

## Production

### Distribution des rôles
En fin janvier 2020, on annonce que les acteurs James Jagger et Camille Rowe font partie des rôles principaux du film.

### Tournage

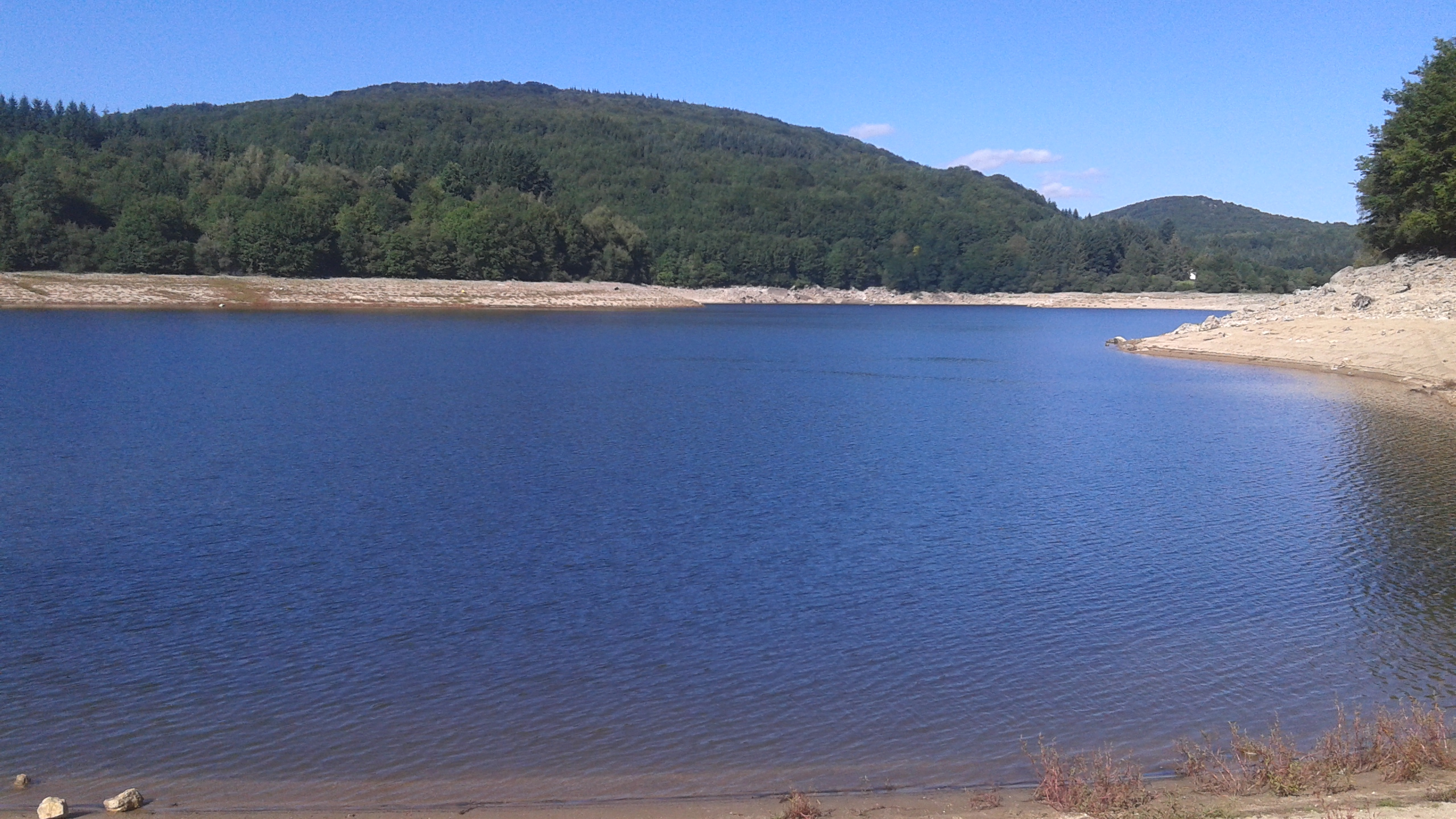
Le lac de la Raviège.

Le tournage commence le 27 janvier 2020. Il a lieu dans les studios Lites à Vilvoorde, en Région flamande dans la province du Brabant flamand, où se trouve un bassin de 9 mètres de profondeur permettant d'accueillir les décors du film. Le 13 mars, il s'interrompt en raison de la pandémie de Covid-19. Le 15 juin, il reprend jusqu'au 26 juin. Du 6 au 10 juillet, il est tourné dans les lacs de la Raviège dans l'Hérault et le lac des Saints-Peyres dans le Tarn,. Le 17 juillet, il se termine aux Studios de Bry-sur-Marne.

## Accueil

### Critiques
Jean-François Rauger du Monde souligne positivement que ce « long métrage renouvelle avec brio et originalité le thème du lieu hanté ». Philippe Guedj du Point partage son point de vue que, « malgré quelques approximations dans l'écriture et une fin hélas précipitée, The Deep House séduit par son concept de pur film pop-corn sans complexe – à l'image de Crawl d'Alexandre Aja ». Stéphanie Belpêche du Journal du dimanche prévient que c'est « tourné en conditions réelles (les décors sont incroyables), ce récit terrifie avec des effets minimalistes, qui surviennent quand on s’y attend le moins. Décharges d’adrénaline garanties ! ».
Côté négatif, Nicolas Schaller de L'Obs résume que c'est « un film de maison hantée sous l’eau : l’idée impliquait de vrais défis de mise en scène. Las ! Tant d’efforts pour si peu d’effet. Plus l’air se fait rare, plus le scénario prend l’eau. C’est l’apnée de tous les dangers, et de tous les clichés » et Jérémie Couston du Télérama avoue qu'« il faut attendre quarante pénibles minutes pour que le récit bascule enfin dans le fantastique, mais, hélas, sans laisser la moindre place au mystère. De l’air ! »

### Box-office
| Pays ou région | Box-office      | Date d'arrêt du box-office | Nombre de semaines |
| -------------- | --------------- | -------------------------- | ------------------ |
| France         | 207 125 entrées | 27 juillet 2021            | 4                  |
| Total mondial  | 1 872 254 $     | -                          | -                  |

### Document
- Dossier de presse The Deep House.
- [vidéo] Bristol TV Cannes, « Entretien avec Julien Maury et Alexandre Bustillo (The Deep House) », sur YouTube, 29 juin 2021.
- Stéphanie Belpêche, « Les réalisateurs de The Deep House : « Il y a une défiance du public vis-à-vis de l'horreur hexagonale » » (interview), Le Journal du dimanche,‎ 2 juillet 2021 (lire en ligne).